# Labuhanbatu Selatan
Labuhanbatu Selatan (Jawi: كابوڤاتين لابهان بتو سيلاتان) ist ein indonesischer Regierungsbezirk (Kabupaten) in der indonesischen Provinz Sumatra Utara. Mitte 2023 leben hier 326.389 Menschen, davon 51,09 Prozent Männer (166.763) und 48,91 Prozent Frauen (159.626). Bei einer Bevölkerungsdichte von 106 Einwohnern je Quadratkilometern kommen also (rechnerisch) 104,47 Männer auf 100 Frauen. Der Verwaltungssitz des Kabupaten Labuhanbatu Selatan ist die Stadt Kotapinang (auch Kota Pinang) mit 24.533 Einwohnern.

## Geographie
Der Binnenbezirk Labuhanbatu Selatan liegt im Osten der Provinz Sumatra Utara auf Höhenlagen bis zu 800 Metern. Er erstreckt sich zwischen 1°26′ und 2°16′ n. Br. sowie zwischen 99°40′ und 100°26′ ö. L. Er grenzt im Norden an den Kabupaten Labuhanbatu, im Westen und Süden an Padang Lawas Utara, sowie im Osten und Süden an den Kabupaten Rokan Hilir von der Provinz Riau.
Wie der gesamte Inselstaat Indonesien so liegt auch der Kabupaten in den Tropen, wobei zwei Jahreszeiten dominieren, die Trockenzeit (Juni bis September) und die Regenzeit (Dezember bis März). In der Wetterstation Sampali wurden im Jahr 2020 120 Regentage registriert mit einer Niederschlagsmenge von 2.191,4 mm. Der meiste Regen fiel im November (321,56 mm an 19,9 Tagen), der geringste im Februar (87,7 mm an 6,5 Tagen).

Die Lage der 5 Kecamatan

## Verwaltungsgliederung
Administrativ gliedert sich Labuhanbatu Selatan in fünf Unterbezirke oder Distrikte (indonesisch Kecamatan) mit 54 Dörfern (indonesisch Desa). Es gibt zwei Dörfer mit urbanen Charakter (indonesisch Kelurahan): die Hauptstadt Kota Pinang und Langga Payung (Kec. Sungai Kanan, Ende 2022: 11.848 Einw. auf 122,82 km²). Im Jahr 2020 gab es 82.823 Haushalte mit durchschnittlich 4,23 Bewohnern pro Haushalt.
| Code 1   | Kecamatan Distrikt       | Ibu Kota Verwaltungssitz | Fläche (km²) | Einw. 2010 2 | Volkszählung 2020 | Volkszählung 2020 | Volkszählung 2020 | Anzahl der Desa |
| Code 1   | Kecamatan Distrikt       | Ibu Kota Verwaltungssitz | Fläche (km²) | Einw. 2010 2 | Einw. 3           | 0Dichte 40        | Sex Ratio 5       | Anzahl der Desa |
| -------- | ------------------------ | ------------------------ | ------------ | ------------ | ----------------- | ----------------- | ----------------- | --------------- |
| 12.22.01 | Kota Pinang              | Kotapinang               | 556,71       | 53.954       | 64.455            | 115,8             | 103,86            | 9/1             |
| 12.22.02 | Kampung Rakyat00         | Tanjung Medan            | 818,39       | 51.020       | 60.494            | 73,9              | 104,79            | 15              |
| 12.22.03 | Torgamba                 | Aek Batu                 | 1.311,46     | 99.010       | 109.970           | 83,9              | 104,94            | 14              |
| 12.22.04 | Sungai Kanan             | Langga Payung            | 558,96       | 45.407       | 48.447            | 86,7              | 103,73            | 8/1             |
| 12.22.05 | Silangkitang             | Aek Goti                 | 350,48       | 28.282       | 30.728            | 87,7              | 102,96            | 6               |
| 12.22    | Kab. Labuhanbatu Selatan | Kab. Labuhanbatu Selatan | 3.595,90     | 277.673      | 314.094           | 87,3              | 104,30            | 52/2            |

## Demographie
Zur siebenten Volkszählung im September 2020 (indonesisch Sensus Penduduk – SP2020) lebten in Labuhanbatu Selatan 314.094 Menschen, davon 160.356 Männer (51,05 %) und 153.738 Frauen (48,95 %). Gegenüber dem vorherigen Zensus (2010) blieb der Frauenanteil konstant (141.765 Männer ÷ 135.908 Frauen).
Im Jahr 2020 waren 85,10 Prozent der Bevölkerung Muslime (276.087). Christen hatten einen Anteil an der Bezirksbevölkerung von 14,64 % (47.502), davon waren 94 Prozent oder 44.869 Gläubige Protestanten. Im Kecamatan Torgamba war der Anteil der Christen am höchsten (26,46 % bzw. 30.671 von 114.354 Menschen). Erwähnenswert sind noch 741 Buddhisten (0,23 %), die immerhin über zwei Klöster verfügten. Den Muslimen standen 409 Moscheen und 140 kleinere Gebetsräume (indonesisch Mushola) zur Religionsausübung zur Verfügung, den Christen 67 protestantische und 20 katholische Kirchen.

### Soziale Daten 2020
| Merkmal                                                            | Kabupaten | 0Provinz Sumatra Utara0 |
| ------------------------------------------------------------------ | --------- | ----------------------- |
| Bev. unterh. der Armutsgrenze (Tsd.)0                              | 028,63    | 1.283,29                |
| Anteil der „armen Bevölkerung“ (indonesisch Penduduk miskin) (%)00 | 008,34    | 008,75                  |
| Arbeitslosenrate (%)                                               | 004,90    | 010,74                  |
| Lebenserwartung (in Jahren)                                        | 068,71    | 069,10                  |
| HDI-Index                                                          | 071,40    | 071,77                  |
| Analphabetenrate (in %, > 15 J.)                                   | 000,83    | 000,84                  |
| Abhängigenquotient (%)                                             | 050,40    | 048,32                  |
| Anteil der Altersgruppen                                           | 0Real0    | 0Prozentual0            |
| Kinder (<15 J.)                                                    | 097.3860  | 031,01                  |
| arbeitsfähige Bevölkerung (15–64 J.)                               | 208.8450  | 066,49                  |
| Rentner und Pensionäre (>65 J.)                                    | 007.8630  | 002,50                  |

### Aktuelle Bevölkerungsdaten
Nachfolgende Tabelle gibt den Einwohnerstand per 31. Dezember 2022 wieder.
| Kecamatan                  | Fläche     | Einwohner gesamt | Männer  | Frauen  | Dichte Einw. je km² | Sex Ratio (100 M/F) |
| -------------------------- | ---------- | ---------------- | ------- | ------- | ------------------- | ------------------- |
| Kotapinang                 | 290,13     | 64.990           | 33.139  | 31.851  | 224,0               | 104,04              |
| Kampung Rakyat             | 826,80     | 63.563           | 32.471  | 31.092  | 76,9                | 104,44              |
| Torgamba                   | 1.153,35   | 114.743          | 58.801  | 55.942  | 99,5                | 105,11              |
| Sungai Kanan               | 494,61     | 50.358           | 25.693  | 24.665  | 101,8               | 104,17              |
| Silangkitang               | 309,57     | 31.931           | 16.217  | 15.714  | 103,1               | 103,20              |
| Kab. Labuhanbatu Selatan00 | 3.074,46 1 | 325.585          | 166.321 | 159.264 | 105,9               | 104,43              |

## Geschichte
Zeitgleich mit dem Kabupaten Labuhanbatu Utara wurde 2008 der Kabupaten Labuhanbatu Selatan gebildet (Gesetz Nr. 22 bzw. 23). Hierzu wurden fünf Kecamatan aus dem „Mutterbezirk“ Labuhanbatu abgetrennt, sie existieren noch heute in ihrer unveränderten Struktur. Bereits 1996 waren die Kecamatan Pangkatan (6 Desa, aus Bila Hilir), Torgamba (12 Desa) und Silangkitang (8 Desa, beide aus Kota Pinang) gebildet worden.